# Joe Bennett
Joseph "Joe" Bennett, född 28 mars 1990 i Rochdale, England, är en engelsk fotbollsspelare.
Bennett blev efter säsongen 2010/2011 utsedd till "årets spelare i Middlesbrough".